# Edgars Jeromanovs
Edgars Jeromanovs, né le 18 avril 1986, à Saldus, en République socialiste soviétique de Lettonie, est un joueur letton de basket-ball. Il évolue au poste de meneur.